# رگ‌های لنفی وابران
رگ‌هایی که آب میان بافتی را از گره‌های لنفی به جاهای دیگر حمل می‌کنند، وابران (به انگلیسی:Efferent lymph vessel) نامیده می‌شود. از آن جایی که آب میان بافتی با عبور از گرهٔ لنفی تصفیه می‌شود، دایماً استریل است. رگ‌های لنفی وابران به هم می‌پیوندند تا رگ‌های تخلیه کنندهٔ بزرگ تر که تنه‌ها نامیده می‌شوند را به وجود آورند. تنه‌ها از طرف راست قفسهٔ سینه، بازوی راست و قسمت راست گردن به یکدیگر ملحق می‌شوند و مجرای لنفاوی راست را تشکیل می‌دهند و محتویات خود را به سیاه رگ زیر ترقوهٔ راست که دقیقاً زیر ترقوه قرار دارد، تخلیّه می‌کنند. بر خلاف رگ‌های لنفی آوران که تنها در غدد لنفاوی وجود دارند، رگ‌های لنفی وابران در طحال و تیموس هم نیز موجود هستند.

## نگارخانه

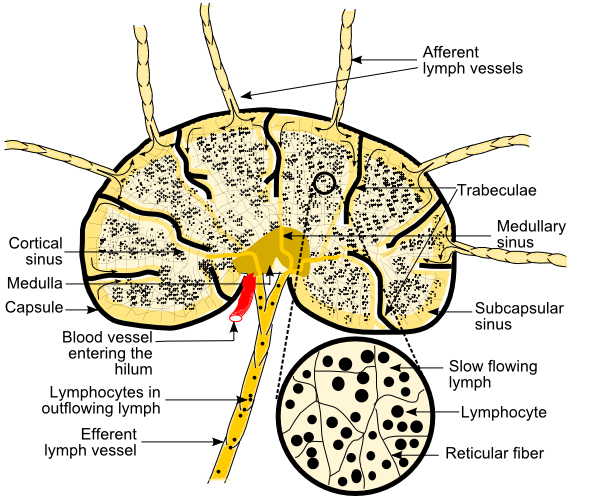
نگارهٔ نشان دهندهٔ سینوس‌های لنفاوی